# Marcha Real
Španjolska nacionalna himna tradicionalno je poznata kao Marcha Granadera ili Marcha Real Española. Nema riječi, samo glazbu. Postoje dvije verzije: potpuna i skraćena, a propisom je određeno kada se koristi koja verzija.
Službeno je postala španjolskom himnom u listopadu 1997. godine.
Španjolska nacionalna himna jedna je od najstarijih u Europi, a njezino podrijetlo nije poznato. Prvi put se spominje u dokumentu iz 1761. Libro de Ordenanza de los toques militares de la Infantería Española (Knjiga pravila o vojnoj glazbi španjolskog pješaštva). Nazvana je Marcha Grenadera (hrvatski Marš grenadira), a ime skladatelja ostalo je nepoznato.
Godine 1770. kralj Karlo III. proglasio je Marcha Granadera za službeni počasni marš, koji je zauzimao svoje mjesto na javnim i ceremonijalnim događajima. Zbog toga što je izvođen uvijek na javnim događajima kojima su prisustvovali članovi kraljevske obitelji, Španjolci su ga prozvali Marcha Real (hrvatski Kraljevski marš') te su ga prihvatili za svoju himnu.

## Povezane stranice
- Zastava Španjolske
- Grb Španjolske

## Vanjske poveznice
- MIDI zapis himne
- MP3 zapis himne  Arhivirana inačica izvorne stranice od 15. travnja 2005. (Wayback Machine)